# Ligdia lassulata
Ligdia lassulata là một loài bướm đêm trong họ Geometridae.